# Maritza De Voeght
Maritza De Voeght (3 juni 1954) is een Belgische oud-atlete. Ze was gespecialiseerd in het verspringen en veroverde vier Belgische titels.

## Biografie
De Voeght veroverde tussen 1972 en 1976 vier Belgische titels in het verspringen, waarvan drie opeenvolgend. In 1974 verbeterde ze met een sprong van 6,09 m het Belgische record van Rosine Wallez. 

### Clubs
De Voeght was aangesloten bij Beerschot VAV.

## Belgische kampioenschappen
| Onderdeel   | Jaar                   |
| ----------- | ---------------------- |
| verspringen | 1972, 1974, 1975, 1976 |

## Persoonlijke records
| Onderdeel   | Prestatie | Datum | Plaats   |
| ----------- | --------- | ----- | -------- |
| 100 m       | 11,7 s    | 1977  | Papendal |
| 200 m       | 24,45 s   | 1975  |          |
| verspringen | 6,13 m    | 1975  | Brussel  |

## Palmares
verspringen
- 1972:  BK AC - 5,97 m
- 1974:  BK AC - 5,95 m
- 1975:  BK AC - 6,13 m
- 1976:  BK AC - 6,03 m